# 劍俠情緣網絡版二
《劍俠情緣網絡版二》，簡稱“劍網2”或者“劍網II”，是一套由北京金山公司旗下的遊戲開發公司西山居所開發的網絡遊戲，于2005年9月正式运营。游戏是中國內地第一套自主開發的遊戲系列剑侠情缘的第六款游戏，也是第二部网络游戏。
《劍俠情緣網絡版二》是內地第一個2.5D的網絡遊戲，即2D與3D結合的模式。遊戲曾經推出英文版本，在其他國家提供下載服務，早期中文版本為收費遊戲，英文版本為免費遊戲。目前該遊戲中文版本已改為雙版本，即收費版以及免費版。

## 遊戲背景
遊戲背景緊貼原作，同樣圍繞山河社稷圖，但背景卻已切換到北宋。敵人主要為遼國。並且會以寇淮、范仲淹作為引子展開故事劇情。

## 玩法
遊戲角色因應身材分成標準男、魁梧男、性感女、嬌小女四種體格。

### 遊戲職業
遊戲分為十個門派，分別是少林、武當、唐門、丐幫、峨眉、天波楊府（即楊家將）、五毒教、明教、崑崙以及翠煙。其中少林、崑崙僅有男角色創建（只收男弟子），而峨嵋、翠煙則只能創建女角色（只收女弟子）。除翠煙、明教外，餘下八個門派目前都有多於一個的職業。如少林分為俗家（用刀）、武宗（用拳）、禪宗（用禪杖）三個職業，武當分為武當道家（用劍）以及武當俗家（用判官筆）等。
遊戲是少有的武器因應職業門派不同會有用同種兵器的情況，如峨嵋佛家、武當道家、崑崙天師以及劍尊都可以用劍，而少林武宗、丐幫凈衣則都用護腕，同時也是目前少有的擁有馬戰門派（天波楊府）的網絡遊戲。同時也是較少同時擁有正一道（崑崙天師）以及全真道（武當派）兩種不同系統道士的網絡遊戲。